# Tyrker
Tyrker (o Tyrkir) es un personaje mencionado en la saga de los groenlandeses  y en la leyenda histórica alemana. Él acompañó a Leif en su viaje de descubrimiento hacia el año 1000, y se presenta como un siervo viejo alemán. Leif Ericson se refieren a él como el padre adoptivo, lo que puede indicar que era un thrall (esclavo) libre, quien una vez tuvo la responsabilidad de cuidar y criar al joven Leif.
Leif y su compañía de invierno recorrieron el Nuevo Mundo después de las construcciones Leifsbudir (viviendas de Leif), tal vez en algún lugar de Terranova o área adyacente. Según la saga, él dividió a sus hombres en dos partes, que se turnaban en la exploración de los alrededores. Él advirtió a sus seguidores mantenerse juntos y volver para dormir en su asentamiento. Una noche Tyrker no regresó con su parte. Profundamente consternado, Leif, al frente de doce hombres, fue en busca de él, y él no había avanzado mucho cuando descubrió al anciano alemán, muy emocionado, gesticulando salvajemente, y evidentemente ebrio. ¿Por qué, mi tutor?, gritó Leif, ¿Has llegado tan tarde? ¡¿Qué te hizo dejar a tus compañeros?!, respondió Tyrker en alemán, pero al recordar que los nórdicos no podían entenderle, habló, después de un tiempo, en su lengua: No he ido muy lejos; todavía tengo algunas noticias para usted. He descubierto vides cargadas de uvas. ¿Está diciendo la verdad, mi padre adoptivo?, exclamó Leif. Estoy seguro de decir la verdad, dijo Tyrker, porque en mi tierra natal hay viñas en abundancia. Esto causó que Leif diera al país el nombre de Vinlandia. 
La historia es generalmente considerada como apócrifa, y comparte el elemento de uvas silvestres con el cuento irlandés de Mael Duin. Sin embargo, la palabra nórdica usada en la saga es «vinber». Aunque a veces esto se refiere a las uvas, también se traduce como baya de vino, y hay una tradición nórdica antigua para hacer vino sin bayas disponibles. Sabemos por los registros históricos que los islandeses y groenlandeses incluso hacían vino de murtilla. En el área de Terranova/Labrador, viburnos, grosellas, arándanos y todos crecen en forma silvestre, y pueden servir como una explicación para el descubrimiento de las bayas de vino de Leif.